# Антонио Кановас дел Кастиљо
Антонио Кановас дел Кастиљо (шп. Antonio Cánovas del Castillo; 8. фебруар 1828 — 8. август 1897) био је шпански премијер, историчар, државник, писац и аутор Устава из 1876. године. Био је интелектуалац, члан академија језика и историје. Кановас дел Кастиљо је најважнији шпански политичар с друге половине XIX века, а иза себе је оставио известан број историјских радова. Познат је и као творац рестаурације који је покушао да уједини различите струје либерала. Оснивач је Конзервативне партије и убедио је либералне монархисте центра да оснују oпозициону Либералну партију. 

## Биографија

### Младост
Кановас дел Кастиљо је након смрти свога оца отишао у Мадрид да живи код свог рођака, писца Серафина Естебанеса Калдерона (шп. Serafín Estébanez Calderón), под чијом је заштитом био. Године 1852. упознаје се са генералом Леополдом О'Донелом (шп. Lepoldo O'Donnell), који је касније постао његов политички ментор.

### Политички почеци
Његово прво појављивање у политици било је учешће у завери О'Донел 1854. године, тј. у програму под називом Манифест Ман
санареса (шп. Manifiesto de Manzanares). Манифест је предложио ново сазивање Кортеса, либерализацију штампе и изборних права, оживљавање народне милиције и стваранје привремених општинских хунти ради подршке револуцији. На изборима у Малаги 1854. године, Кановас дел Кастиљо је постао члан Кортеса, међутим, његова неспремност да подржи владу Еспартеро-О'Донела довела га је да поднесе оставку и прихвати профитабилну позицију коју му је понудила Влада у Ватикану 1855. године.

### Даља политичка активност
Подржао је револуцију из 1854. године и постао један од предводника Либералне уније, потом и Kонзервативне странке. Године 1857. Кановас дел Кастиљо, након што је променио неколико позиција у Влади, постаје Министар унутрашњих послова у администрацији Алехандра Мона (шп. Alejandro Mon), кao и колонија под управом О'Донела наредне године. Био је члан Кортеса, чији је оснивач био генерал и либерал Хуан Прим (шп. Juan Prim), али је одбио да подржи уставну монархију Амадеа Првог(шп. Amadeo I), који је након револуције 1868. године дошао на власт. Кановас је тада ишчекивао долазак Алфонса XII, сина Исабеле II од Шпаније и поборника либерализма. 29. децембра 1874. године, након проглашења Алфонса XII краљем Шпаније у Сагунту (шп. Sagunto), Kановасу дел Кастиљу је препуштена власт привремене владе Сагасте, како би владао повремено до повратка краља из егзила, Након смрти Алфонса XII 25. новембра 1885. године и доласка Алфонса XIII на власт, Кановас дел кастиљо подноси оставку. Убијен је у атентату од стране италијанског анархисте 8. авфуста 1897. године у Гипузкои (шп. Guípuzcoa).

## Немири на Куби
Дана 24. фебруара 1895. године, пошто је Мадридски парламент одобрио реформе острва, oтпочела је побуна против шпанске власти, што је прерасло у трогодишњи рат за независност Кубе од Шпаније. Шпанска влада Антониа Кановаса дел Кастиља је реаговала на ту побуну тако што је Кановас дел Кастиљо, послао генерала Вејлера (Weyler) у Кубу, а даљи напредак устанка је угушен до 1897. године. Како би се спречила помоћ коју су суседна села пружала побуњеницима, Кановас дел Кастиљо је наредио да се изврши присилно пресељење тих становника у градска насеља. Овај рат за независност Кубе који је почео 1895. године, као последицу имао је и рат између САД-а и Шпаније 1898. године, након чега су САД победом преузеле власт над готово свим шпанским колонијама.

## Атентат
Антонио Кановас дел Кастиљо је умро у бањи Санта Агеда (шп. Santa Agueda) у општини Мондрагон (шп. Мondragón) 8. августа 1897. године. Тог поподнева, након што је Кановас дел Кастиљо сео на једну клупу како би читао новине након мисе, уследио је атентат на њега. Извршилац атентата је био италијански анархиста Микел Анђолило Ломбарди (ит. Michel Angiolillo Lombardi), који је као мотив за убиство навео освету за смрт италијанских анархиста ухапшених, потом мучених и убијених у Барселони (догађај познат као процес Монжуика).